# 漁網

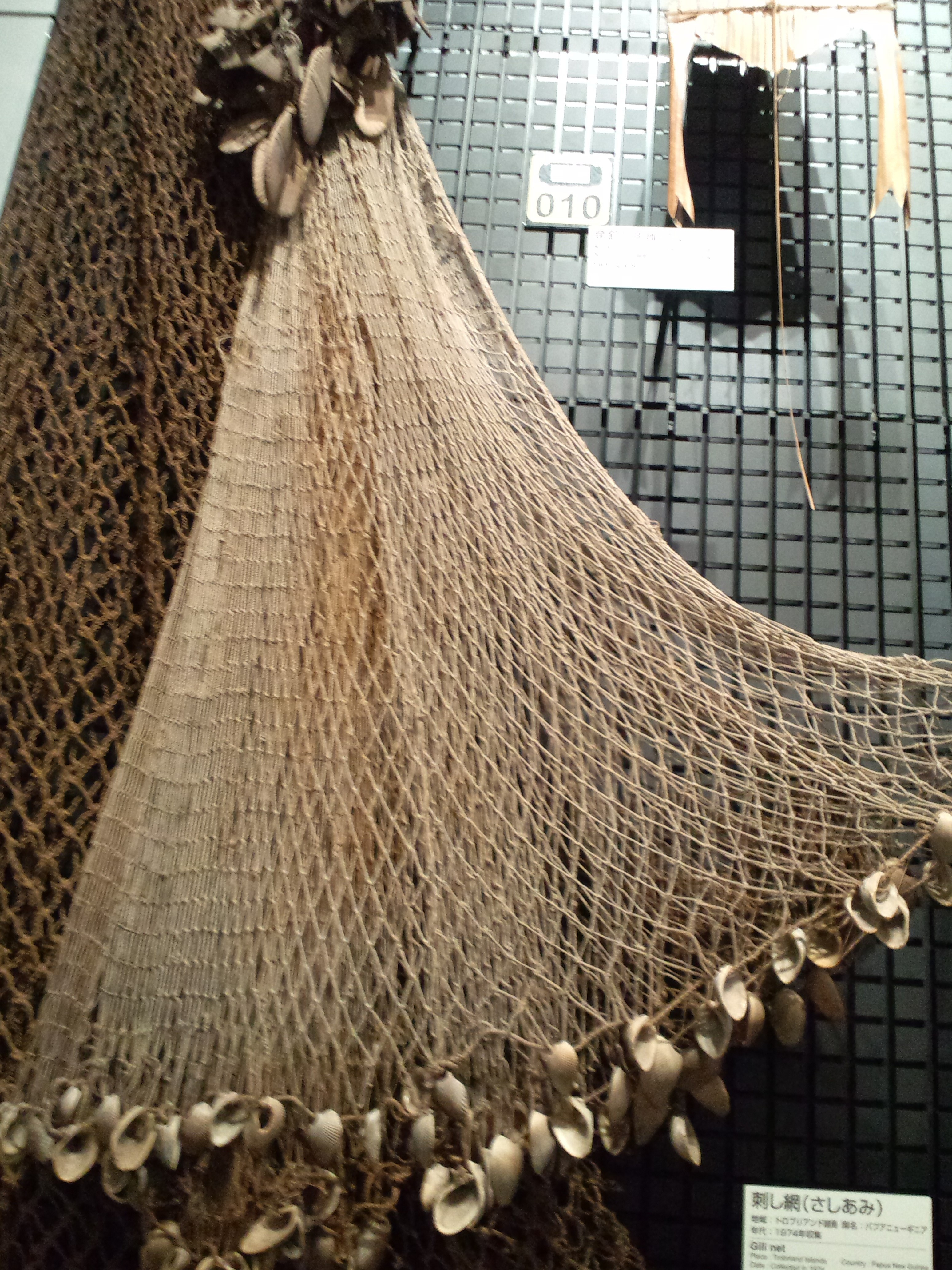
刺し網

漁網（ぎょもう）は、魚介類を捕獲するために用いる網である。漁業で用いられる漁具の一種。また、漁網を用いて行う漁撈活動を網漁と総称する。なお、広く漁業用の網と定義される場合には、養殖用の網も漁網に含める場合がある。
様々な漁具のなかでも漁網は「一網打尽」の語のごとく、大量の水生生物を採捕できることから、高い漁獲収益を期待できる。漁網を用いる漁法は、捕獲対象となる水生生物の種類、操業環境、操業規模などによって多くの種類がみられ、また、漁獲量を高めるための技術的努力、研究も盛んである。
その一方で漁業資源の維持という点では、漁網の使用は乱獲・混獲といった問題を招きやすく、ほとんどの網漁は各種の法的規制の対象となっている。
漁網、特に合成樹脂製のものは腐敗しないため、適切な管理・処分を行わない場合に海洋ゴミとなり、海洋を漂流して環境破壊の要因となる。特に太平洋ゴミベルトの46％は漁網であるという。このようなゴミとなって漂流する漁網は「ゴースト・ギア（Ghost Gear）」と呼ばれている。海岸に漂着した漁網が野生生物（エゾシカなど）を絡めて衰弱死させる例も報告されている。
使用されなくなった漁網の資源としての再利用も試みられている。

## 漁網の構成
漁網は、網地、綱、浮子・沈子（網などを海中に保持するために用いられる。）、錨、浮き樽（目印となる。）などで構成されている。

## 網地の種類

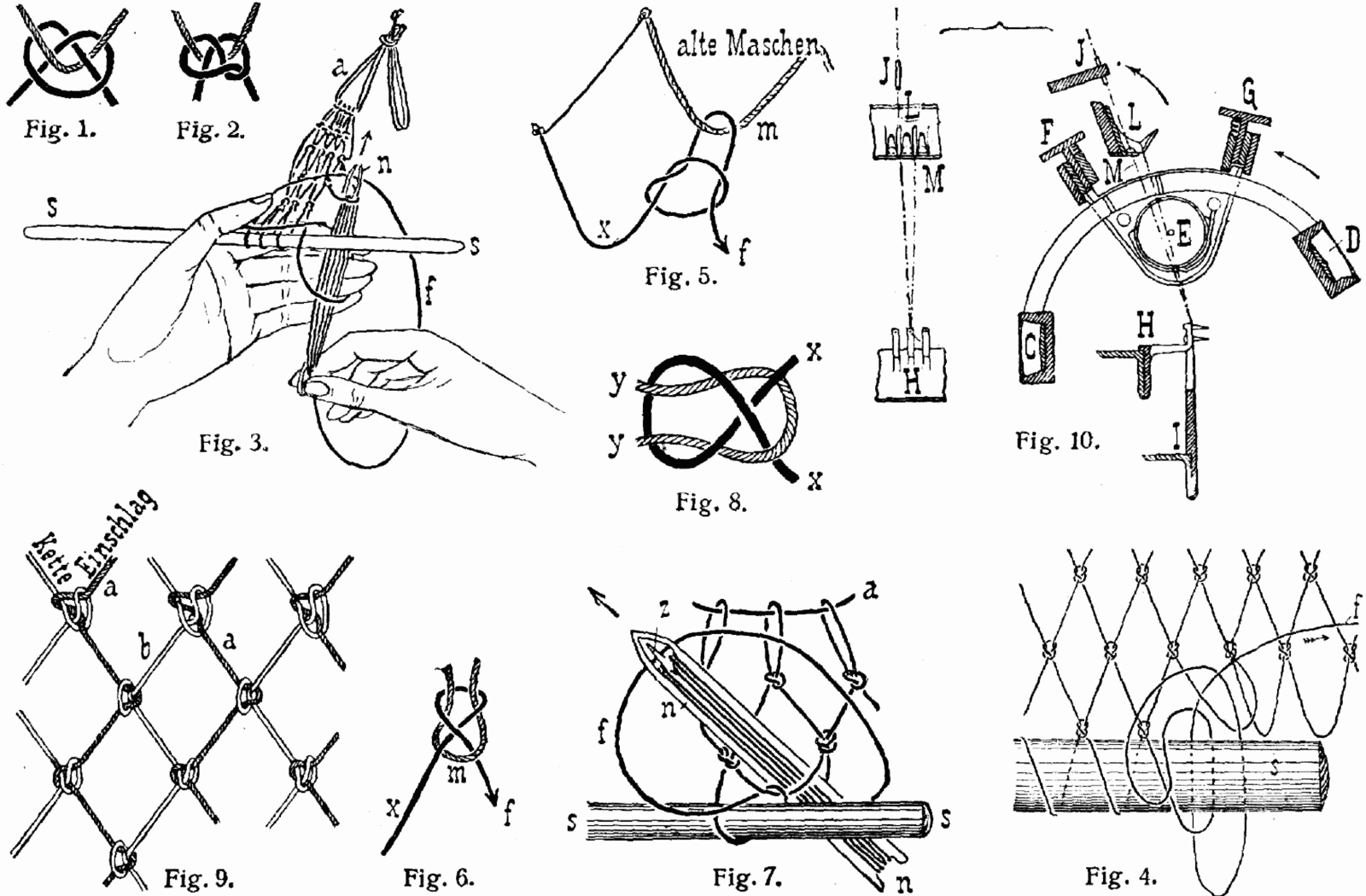
手作業による網つくりの図解

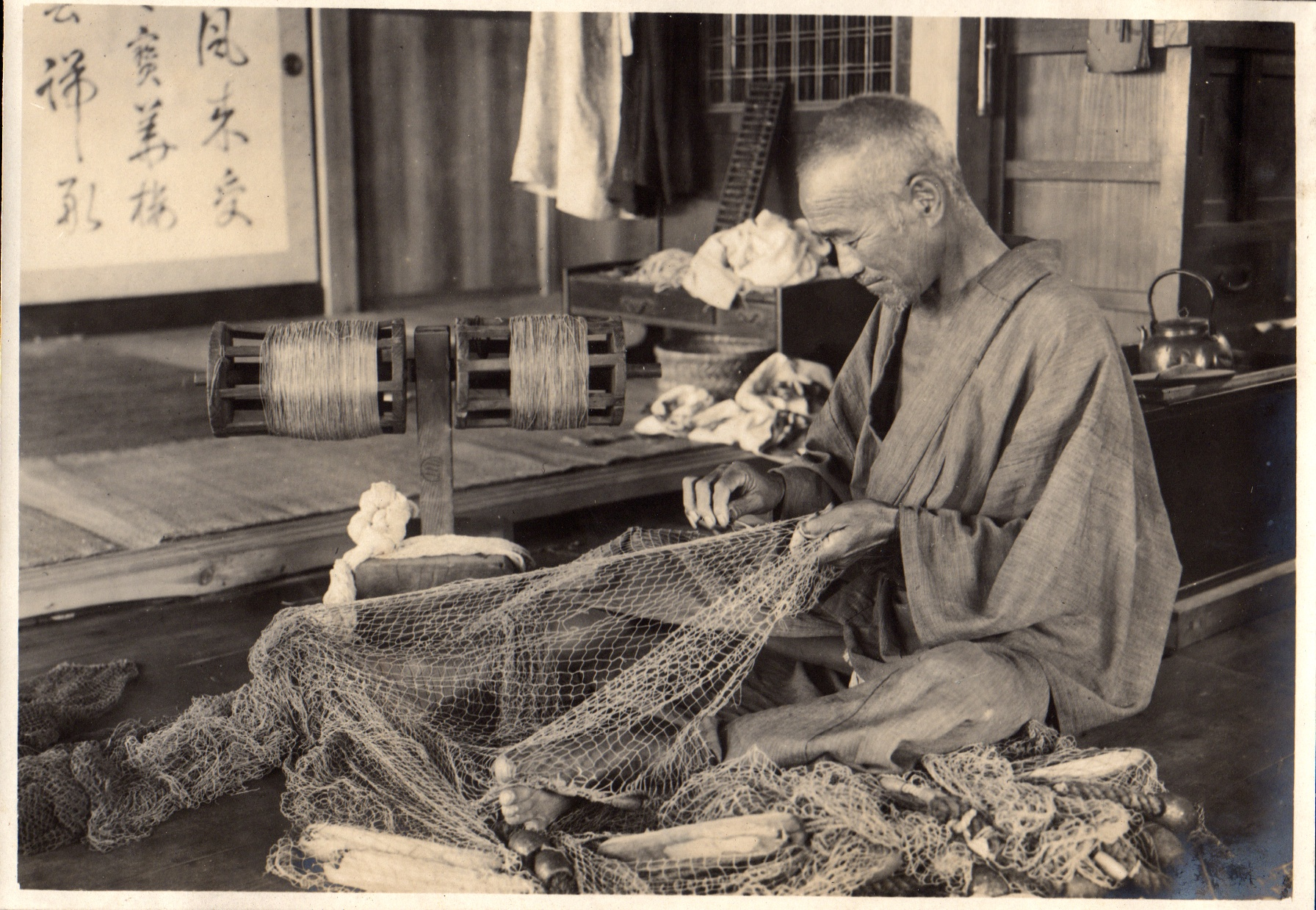
漁網の修理風景（大正初期）

漁網は、糸の結び目（結節）の有無により、大きく2つに分けられる。
- 有結節網

糸（索）を結んで（結節して）編み目を作る。
- 無結節網

糸を結ばず、よりあわせることによって網の形にする。

## 材質
網の材料繊維には、天然繊維（植物繊維、動物繊維）と合成繊維があるが、今日ではほとんどの網糸に合成繊維が用いられている。
合成繊維網が登場する以前は、麻糸、木綿（綿糸）、絹糸、苧糸（おいと）、藁、葛糸、蚕糸などの天然繊維が伝統的に用いられてきた。しかし、天然繊維網の場合、網に付着する有機物や温湿度の変化、夏季には付着する腐蝕虫（プランクトンなど）によって、繊維が腐敗する速度が速い。そのため、これらの天然繊維網の場合、その使用や保存にあたっては細心の注意を払う必要があった。
合成繊維網の最大の利点は、水中で腐敗しないことである。その他にも利点として、過酷な操業環境に耐えうる網の強度や、人為的な操作を潤滑にするための様々な網の表面加工などが挙げられる。
この合成繊維網にもいろいろな種類があり、様々な網漁法の要請に従って、それに最適な繊維素材を選択する必要がある。たとえば、底曳き網などにはハイゼックスなどのポリエチレン系、刺網や定置網にはナイロンなどのポリアミド系、巾着網などにはテトロンなどのポリエステル系が使用される。
1950年、日本漁業に、アミラン（ナイロン）漁網の使用普及が始まった。

## 漁網の種類
漁網は、田辺悟の分類に従うと、以下のように類別される。
- 抄網類・掬網類
- かぶせ網類 -- 投網
- 刺網類
- 敷網類
- 曳網類 -- トロール網（引き網） en:Trawlingを参照。
- 繰網類
- 旋網類・まわし網類
- 建網類